# Philippe d'Oponte
Philippe d’Oponte est un philosophe, disciple et secrétaire (ἀναγραφεύς) de Platon, membre de l'Académie (IVe siècle av. J.-C., vers 340 av. J.-C. ?) que son maître amena aux mathématiques. Seul dépositaire du dernier écrit du philosophe, l’Épinomis, en même temps que seul témoin du dernier jour de son maître, il est parfois considéré comme l’auteur de ce traité.  

## Note biographique
Philippe est originaire de la cité de Medma, ville d’Italie méridionale, et n'obtiendra que plus tard dans sa vie la citoyenneté d'Oponte, une fois qu'il s'y sera fixé, après avoir quitté l'Académie de Platon.

## Philosophie
L'Épinomis est persuadé de la vertu de l'Hellène, fondée sur l’excellence du climat :
« Voici un point dont il faut que tout Grec se rende compte. Cette région que nous habitons - la Grèce - est sans doute la mieux située pour favoriser l'excellence morale. Ce qui vaut d'être loué, dans ce pays, c'est qu'il est mitoyen entre le froid boréal et le climat estival. »
Chez Aristote, l’Éther forme la matière des astres et de l’âme ; chez Platon, c’était le Feu, chaud et donc principe de vie ; Philippe d'Oponte, dans l’Épinomis déclare : « Nous avons distingué cinq espèces de corps, ce sont le Feu et l’Eau, l’Air comme troisième espèce, la Terre comme la quatrième, l’Éther enfin comme le cinquième ». L’Épinomis propose une religion astrale ; « la religion astrale de l’Épinomis reste une religion civique. (...) L'auteur de l’Épinomis assimile les dieux astres à des dieux étrangers. (...) Les êtres de la région suprême sont les astres, puis viennent, de haut en bas, les êtres démoniques de l'éther, de l'air et de l'eau ; enfin les hommes ».

## La question de l’authenticité
Diogène Laërce rapporte un débat quant à l’auteur de l’Épinomis :
« Certains prétendent que Philippe d'Oponte recopia les Lois de Platon qui se trouvaient sur des tablettes de cire. Ils soutiennent aussi que l'Épinomis est de lui »L’Épinomis serait authentiquement de Platon selon, entre autres, Hans Roeder en 1838, Alfred Edward Taylor (en) en 1932, Édouard des Places en 1946, Charles Mugler en 1949. Ce serait un apocryphe, selon, entre autres, Hermann Diels (1918), Joseph Moreau (1939), Joseph Bidez (1945), Léon Robin (1950), Taran (1975). D’après Olympiodore le Jeune, il est l’éditeur des Lois.

### Fragments et œuvres de Philippe d'Oponte
- François Lasserre, De Léodamas de Thasos à Philippe d'Oponte : témoignages et fragments, édition, traduction et commentaire par François Lasserre. Naples : Bibliopolis, 1987, 696 p. Coll. « La Scuola di Platone », 2 (Présentation en ligne).
- Platon (trad. Auguste Diès et Édouard des Places), Œuvres complètes : Les Lois ; Épinomis, t. XII, Les Belles Lettres, 1956, 166 p..
- (fr) Luc Brisson (dir.) (trad. du grec ancien), Épinomis : Platon, Œuvres complètes, Paris, Éditions Flammarion, 2008, 2204 p. (ISBN 978-2-08-121810-9), « Fragments », p. 2890

### Études sur Philippe d'Oponte
- (en) Leonardo Taran, « Academica : Plato, Philip of Opus and the pseudo-platonic Epinomis », Philadelphia : American philosophical society, 1975, VIII, 417 p. , Coll. « Memoirs of the American philosophical society », 107.